# قائمة المنارات في فلسطين
هذه قائمة بالمنارات في فلسطين.

## المنارات
| الاسم          | صورة | سنة التشييد | الموقع والإحداثيات                                           | فئة الضوء | الطول البؤري    | رقم وكالة الاستخبارات الجغرافية المكانية الوطنية | عدد الأميرالية | مدى ميل بحري |
| -------------- | ---- | ----------- | ------------------------------------------------------------ | --------- | --------------- | ------------------------------------------------ | -------------- | ------------ |
| منارة غزة      | صورة | 2016        | Gaza City31°31′25.6″N 34°25′57.1″E / 31.523778°N 34.432528°E | غ/م       | 16 متر (52 قدم) | غ/م                                              | غ/م            | غ/م          |
| منارة شمال غزة | صورة | غ/م         | Gaza City31°31′40.1″N 34°25′55.1″E / 31.527806°N 34.431972°E | غ/م       | 15 متر (49 قدم) | غ/م                                              | غ/م            | غ/م          |